# Tratado de Aranjuez (1801)
O Tratado de Aranjuez é assinado em 21 de março de 1801 pela França e Espanha representadas respectivamente por Lucien Bonaparte e Manuel Godoy. O acordo global confirma os termos do Tratado de San Ildefonso de 1.º de outubro de 1800:
- Fernando I, o Duque Bourbon de Parma, entrega o Ducado de Parma (com Placência e Guastalla) à França.
- Luís, filho de Fernando, recebe o Grão-Ducado da Toscana, que se torna o Reino da Etrúria.
- A parte da ilha de Elba pertencente à Toscana retorna à França, em compensação, o principado de Piombino na Toscana e o estado das Presidências são cedidos pela França a Luís.
- Em caso de fracasso da sucessão de Luís, os direitos ao trono da Toscana revertem para a família real espanhola.
- A indenização conjunta da França e da Espanha do Duque Fernando pela renúncia do Ducado de Parma.
- Cessão da Louisiana pela Espanha à França.
- Deposto, Fernando III, grão-duque da Toscana e irmão mais novo do imperador germânico Francisco II, recebeu em compensação os territórios eclesiásticos da secularizada Arquidiocese de Salzburgo.

Este novo acordo foi ratificado pelo rei Carlos IV de Espanha em 11 de abril desse mesmo ano. Embora não esteja contemplado no tratado, a delegação francesa se compromete a que, caso a França deseje se livrar da Louisiana, deverá devolvê-la à Espanha e a nenhum outro país.